# Distrito de Lomas
El distrito de Lomas es uno de los trece distritos de la Provincia de Caravelí, ubicada en el Departamento de Arequipa. Bajo la administración del Gobierno regional de Arequipa, en el sur del Perú. 
Desde el punto de vista jerárquico de la Iglesia católica forma parte de la Prelatura de Caravelí en la Arquidiócesis de Arequipa.

## Historia
Fue creado mediante Ley del 22 de octubre de 1935, en el gobierno de Oscar R. Benavides. Anteriormente fue un anexo del distrito de Acarí. Fue un antiguo puerto de embarque de personas y productos provenientes del sur de Ayacucho (Lucanas) de Acari, y de Nasca hasta la década de 1940, cuando empezó la construcción de la carretera Panamericana Sur, llegando a tener incluso una oficina de aduanas.
En los primeros años sirvió para establecer contactos con barcazas patriotas, aprovisionaran al Coronel William Miller en sus correrías por el sur del Perú, para consolidar la independencia. En la época republicana, fue una activa caleta de pescadores de cierta relevancia, para todos los habitantes de norte de Arequipa, (Acarí, Yauca, Jaqui) y para Nasca, pues por allí se exportaba el algodón de Nasca y Acari hacia Europa, los vinos y aguardientes de Nasca, los diversos frutales del valle de Jaqui, y la los olivos de Yauca, Jaqui y Acari. También se importaban todo tipo de géneros como sedas chinas, velas, perfumes, licores, tabaco, lentes, medicinas, etc. 

## Geografía
Actualmente el puerto de Lomas es una caleta de pescadores, que provee de pescados y mariscos a las localidades cercanas y a los principales mercados de Lima e Ica.
Para llegar al distrito de Lomas debemos llegar a la altura del km 528 de la Panamericana Sur, donde hay un desvió de vía asfaltada de 8 km a la izquierda, el cual nos conduce a Lomas Capital y/o Puerto de Lomas. 
Playas
El distrito de Lomas posee paradisiacas playas para el turismo estacional, una de las mejores playas del norte de la región Arequipa. En los meses de verano el distrito se convierte en el principal balneario de personas provenientes de Nasca, Ica, Acarí y hasta de Lima, Arequipa y el extranjero. 
De sur a norte se tiene las siguientes playas:
▪︎Playa Brava
▪︎Playa Costa Azul
▪︎Playa Mansa
▪︎Playa Sombrerillo
▪︎Playa Los Arcos
▪︎Playa El Cachucho
▪︎Playa La Libertad
▪︎Playa Yanyarina
▪︎Caleta Islote Tres Hermanas
El punto o zona limítrofe entre los departamentos de Ica y Arequipa (hoy denominados región) está establecido en la Ensenada “Tres Hermanas”, localizada al Norte de la Playa “Tres Hermanas”; tal como obra en las Cartas Geográficas de la época Republicana donde existe ya la Delimitación Territorial entre Ica y Arequipa (ejemplo el libro histórico geográfico peruano de 1916), siendo así establecidas en las primeras Cartas Geográficas del Instituto Geográfico Nacional que tiene una vigencia promedio de hace 84 años, a la fecha está así establecida en la Base Cartográfica oficial del Perú elaborada por el IGN (Hoja SD 18-14, San juan, 1/250 000) y Amparada por las Normas de Ley que crea el Distrito de Lomas (Ley del 22 de octubre de 1935) y Marcona (Ley N° 12314).
Legalmente, la presente delimitación territorial entre Ica y Arequipa, establecida en la Ensenada (Zona) “Tres Hermanas”, se encuentra reconocida por la norma de Ley N° 12314 la que crea el distrito de Marcona, es decir, la zona que marca el límite territorial entre Ica y Arequipa ya se encuentra identificada por ley.

## Autoridades

### Municipales
- 2023 - 2026

- Alcaldesa Patricia Mujica Mauriola

- 2019 - 2022
  - Alcalde Segundo Ttito Choquevilca Agrup. Polit. Juntos por el Sur
- 2015-2018
  - Alcalde: Oswaldo Baltazar Velasquez Huarcaya
- 2011-2014[2]
  - Alcalde: Federico Rubio Contreras, del Partido Acción Popular (AP).
  - Regidores: Set Valencia Durand (AP), Mercedes Candelaria Talla Martín (AP), Angélica María Peralta Chambi (AP), Santos Rosendo Carrillo Reyes (AP), Pedro Walter Antayhua Gutiérrez (Fuerza 2011).
- 2007-2010
  - Alcalde: Lia Josefina Bocanegra Mejía.

### Religiosas
- Obispo Prelado: Mons. Juan Carlos Vera Plasencia, MSC.
- Párroco: Presb. Darío G. Ircash Trejo MSC (Parroquia Santiago Apóstol de Acarí).[3]

### Policiales
- Comisario: Alférez PNP Erick SÁNCHEZ QUEZADA (28),Lima, soltero, Oficial de Policía, Calle Bustamante y Rivero S/N - Mz. 13, Lt. 2- AA.HH. Los Jazmines de la Mar Brava - Lomas.

## Festividades
- San Pedro y San Pablo.
- Santa Teresa.